# 23617 Duna
23617 Duna (1996 HM13) là một tiểu hành tinh vành đai chính được phát hiện ngày 17 tháng 4 năm 1996 bởi E. W. Elst ở Đài thiên văn Nam Âu.